# Pazifik (Schiffstyp)
| Typ Pazifik                   | Typ Pazifik                                      |
| ----------------------------- | ------------------------------------------------ |
|                               |                                                  |
| Technische Daten (Überblick)  |                                                  |
| Werft:                        | VEB Warnowwerft, Warnemünde                      |
| Vermessung:                   | 8886 BRT / 4734 NRT (9105 BRT / 4865 NRT)        |
| Tragfähigkeit:                | 12.540 t (12.320 t)                              |
| Länge über Alles:             | 151,11 m                                         |
| Länge zwischen den Loten:     | 140,00 m                                         |
| Breite:                       | 20,00 m                                          |
| Seitenhöhe:                   | 11,55 m                                          |
| Tiefgang:                     | 9,04 m (9,00 m)                                  |
| Antrieb:                      | 1 × K8Z70/120E Dieselmotor auf 1 × Festpropeller |
| Gesamtleistung:               | 8240 kW                                          |
| Geschwindigkeit:              | 17,9 Knoten                                      |
| Besatzung:                    | 62 (53 + 7 Kadetten)                             |
| Daten: Pazifik I (Pazifik II) |                                                  |

Die Frachtschiffe der Baureihe Pazifik sind Mehrzweck-Stückgutschiffe der Warnow-Werft.

## Geschichte
Die Schiffe stellen eine Weiterentwicklung des Typs VI für die Volksrepublik China dar. Hergestellt wurde die Serie 1969/70 in drei Einheiten, verteilt auf ein Schiff vom Typ Pazifik I und zwei Schiffe vom Typ Pazifik II. Vorgesehen sind die als Volldecker ausgeführten Schiffe vorwiegend für den kombinierten Transport von Stückgut, Schwergut und Industrieausrüstungen, sowie Kühlladung und beim Typ Pazifik II auch Süßöl.
- Erstes Schiff der Serie war die am 23. Dezember 1969 übergebene Hai Feng mit der Baunummer 360. Das Schiff wurde 1990 in Yu Hei, 1993 in He Fu und 1997 in Bravo umbenannt und 1998 abgebrochen.[1]
- Zweites Schiff der Baureihe war die am 30. November 1970 mit der Baunummer 361 abgelieferte Lu Feng. Das Schiff am wurde 1993 in Hua Rong  umbenannt und immer noch in Fahrt.[2]
- Letztes Schiff der Baureihe war die am 23. Dezember 1970 mit der Baunummer 362 abgelieferte Xin Feng. Das Schiff am wurde 1993 in Nian Feng  umbenannt und immer noch in Fahrt.[3]

Auffällig in der Baureihe ist die lange Betriebsdauer der Schiffe.

## Technik
Angetrieben wurden die Schiffe von einem direkt auf den Vierflügel-Festpropeller wirkenden 8240-kW-Zweitakt-Dieselmotor des Typs K8Z70/120E, den der Hersteller VEB Dieselmotorenwerk Rostock in Lizenz der von MAN fertigte.
Die mit einem Wulstbug versehenen Rümpfe mit Spiegelheck sind in Sektionsbauweise zusammengefügt.
Die grundsätzliche Aufteilung ist dieselbe wie bei den 31 Schiffen des Typs VI, wobei sich beim Typ Pazifik die zuerst gebaute Hai Feng/Typ Pazifik I von den folgenden beiden Schiffen Lu Feng und Xin Feng vom Typ Pazifik II unterscheidet. Alle Schiffe haben fünf Hauptladeräume mit einem partiellen Zwischendeck. Der Typ Pazifik I hat dabei einen Laderauminhalt von 14.991 m3 Kornraum und 13.834 m3 Ballenraum, der Typ Pazifik II hat 12.076 m3 Kornraum und 10.581 m3 Ballenraum. Die nur beim Typ Pazifik II eingebauten Kühlladeräume verfügen über weitere 3200 m3 Rauminhalt. Die ebenfalls nur beim Typ Pazifik II eingebauten Süßöltanks fassen 1211 m3. Das Ladegeschirr besteht beim Typ Pazifik I aus einem 2-Tonnen-Ladebaum, acht 3/5-Tonnen-Ladebäumen, sowie einem durchschwenkbaren 70-Tonnen-Schwergutbaum. Der Typ Pazifik II verfügt über einen  5/3,2-Tonnen-Kran, zwölf 5/2,5-Tonnen-Ladebäumen, vier 10/2,5-Tonnen-Ladebäumen, sowie einen durchschwenkbaren 70-Tonnen-Schwergutbaum.